# Кеген-каркаринский артезианский бассейн
Кеген-каркаринский артезианский бассейн — подземные источники в Алматинской области в долинах рек Кеген, Шалкодесу и Каркара. Бассейн протянулся с запада на восток на 120—135 км, ширина от 8—10 км до 25—28 км. В долинах рек грунтовые воды с песчаным гравием. Их глубина 0,6—10 м, минерализация 0,5 г/л, по составу гидрокарбонатные, натрий-кальциевые. Толщина водного слоя 2—20 м. Подземные воды сформировались на глубине от 24—30 м до 236 м в слоях, состоящих из осадков четвертичного периода и красного песчаного гравия верхнего миоцена. При бурении скважин в окрестностях населённого пункта Кеген на глубине 36—95 м обнаружены три водных горизонта. Выход самоизливающейся из скважин пресной (минерализация 0,4—0,8 г/л) подземной воды от 6—7 до 12—17 л/с. На окраине артезианского бассейна в средней части горы Шоладыр выходят на поверхность минеральные (16,6—322,6 г/л) термальные воды. В составе подземной воды имеются микроэлементы: метаборная кислота, йод, бром, фтор. В свободном состоянии встречается сероводород.